# Benjamin Mouton
Benjamin Mouton (Lafayette, 13 marzo 1965) è un attore statunitense.

## Biografia
Nato e cresciuto a Lafayette, Mouton studiò all'Accademia americana di arti drammatiche di New York. Fra i vari ruoli da lui interpretati si ricordano in particolare quello del protettore Blake nel film Whore (puttana) di Ken Russell e quello del protagonista Louis Daigle nella pellicola Dirty Rice.

## Filmografia

### Cinema
- I delitti della palude (Sister, Sister), regia di Bill Condon (1987)
- E Dio creò la donna (And God Created Woman), regia di Roger Vadim (1988)
- Linea mortale (Flatliners), regia di Joel Schumacher (1990)
- Whore (puttana) (Whore), regia di Ken Russell (1991)
- Basic Instinct, regia di Paul Verhoeven (1992)
- Un giorno di ordinaria follia (Falling Down), regia di Joel Schumacher (1993)
- Il terrore dalla sesta luna (The Puppet Masters), regia di Stuart Orme (1994)
- Il mondo intero (The Whole Wide World), regia di Dan Ireland (1996)
- Il momento di uccidere (A Time to Kill), regia di Joel Schumacher (1996)
- Dirty Rice, regia di Pat Mire (1997)
- Passionada, regia di Dan Ireland (2002)
- All the Real Girls, regia di David Gordon Green (2003)
- Jolene, regia di Dan Ireland (2008)
- Benjamin Troubles, regia di Kai Ephron (2014)
- American Weapon, regia di Cliff Vasko (2014)
- The Aspect Ratio, regia di Ari Dassa (2014)

### Televisione
- L.A. Law - Avvocati a Los Angeles (L.A. Law) - serie TV (1993)
- Walker Texas Ranger - serie TV (1993)
- E.R. - Medici in prima linea (ER) - serie TV (1994)
- Lazarus Man - serie TV (1996)
- Profiler - Intuizioni mortali (Profiler) - serie TV (1996)
- Gideon's Crossing - serie TV (2001)
- Alias - serie TV (2005)
- Medium - serie TV (2006)
- Salem - serie TV (2014)

## Doppiatori italiani
Nelle versioni in italiano delle opere in cui ha recitato, Benjamin Mounton è stato doppiato da:
- Mino Caprio ne I delitti della palude
- Francesco Prando in Whore
- Claudio Capone in Basic Instinct
- Roberto Certomà in Basic Instinct (ridoppiaggio)